# Daria Prynko
Daria Prynko (26 de agosto de 2008) es una deportista ucraniana que compite en natación sincronizada. Ganó una medalla de plata en el Campeonato Europeo de Natación Artística de 2025, en la prueba equipo técnico.

## Palmarés internacional
| Campeonato Europeo | Campeonato Europeo | Campeonato Europeo | Campeonato Europeo |
| Año                | Lugar              | Medalla            | Prueba             |
| ------------------ | ------------------ | ------------------ | ------------------ |
| 2025               | Funchal (Portugal) | Medalla de plata   | Equipo técnico     |